# Paul Wylie
Paul Stanton Wylie (Dallas, Texas, 28 de outubro de 1964) é um ex-patinador artístico estadunidense. Ele conquistou uma medalha de prata olímpica em 1992.

## Principais resultados
| Resultados                                            | Resultados      | Resultados    | Resultados    | Resultados        | Resultados    | Resultados    | Resultados    | Resultados       | Resultados        | Resultados        | Resultados        | Resultados        |
| Internacional                                         | Internacional   | Internacional | Internacional | Internacional     | Internacional | Internacional | Internacional | Internacional    | Internacional     | Internacional     | Internacional     | Internacional     |
| Evento/Temporada                                      | 1980– 1981      | 1981– 1982    | 1982– 1983    | 1983– 1984        | 1984– 1985    | 1985– 1986    | 1986– 1987    | 1987– 1988       | 1988– 1989        | 1989– 1990        | 1990– 1991        | 1991– 1992        |
| ----------------------------------------------------- | --------------- | ------------- | ------------- | ----------------- | ------------- | ------------- | ------------- | ---------------- | ----------------- | ----------------- | ----------------- | ----------------- |
| Jogos Olímpicos                                       |                 |               |               |                   |               |               |               | 10.º             |                   |                   |                   | Medalha de prata  |
| Campeonato Mundial                                    |                 |               |               |                   |               |               |               | 9.º              |                   | 10.º              | 11.º              |                   |
| Nations Cup                                           |                 |               |               |                   |               |               |               |                  |                   | Medalha de bronze |                   |                   |
| NHK Trophy                                            |                 | 5.º           |               |                   |               |               |               | Medalha de prata |                   |                   | 4.º               |                   |
| Skate Canada International                            |                 |               |               |                   |               |               |               |                  |                   | Medalha de prata  |                   | Medalha de bronze |
| Trophée Lalique                                       |                 |               |               |                   |               |               |               |                  | Medalha de ouro   |                   |                   |                   |
| Internacional – Júnior                                |                 |               |               |                   |               |               |               |                  |                   |                   |                   |                   |
| Campeonato Mundial Júnior                             | Medalha de ouro |               |               |                   |               |               |               |                  |                   |                   |                   |                   |
| Nacional                                              |                 |               |               |                   |               |               |               |                  |                   |                   |                   |                   |
| Campeonato dos Estados Unidos                         |                 | 11.º          | 5.º           | Medalha de peltre | 5.º           | 5.º           | 5.º           | Medalha de prata | Medalha de bronze | Medalha de prata  | Medalha de bronze | Medalha de prata  |
|                                                       |                 |               |               |                   |               |               |               |                  |                   |                   |                   |                   |
| Legenda: Competição não foi disputada nesta temporada |                 |               |               |                   |               |               |               |                  |                   |                   |                   |                   |